# Rudolph Buchwald
Rudolph Buchwald (* 8. Juli 1858 in Münsterberg, Landkreis Frankenstein; † 6. Juli 1933) war ein deutscher katholischer Theologe.

## Leben
Er studierte Katholische Theologie an der Universität Breslau und wurde 1881 zum Priester geweiht. 1882 wurde er Religionslehrer in Groß-Strehlitz. 1880 promovierte er über De liturgia gallicana. Bischof Georg von Kopp ernannte ihn 1899 zum ersten Direktor und Professor des neugegründeten Priesterseminars Weidenau. Ab 1906 war er Pfarrer von St. Michaelis (Breslau-Elbing). 1913 wurde er Domkapitular und 1920 Honorarprofessor für Geschichte der Liturgie. Von 1917 bis 1921 war er Herausgeber des Schlesischen Pastoralblattes.

## Schriften (Auswahl)
- Das sogenannte Sacramentarium Leonianum und sein Verhältnis zu den beiden anderen römischen Sakramentarien. Wien 1908, OCLC 312888938.
- Calendarium Germanicae. Die Sonderfeste der deutschen Diözesen nach der letzten liturgischen Reform. Mit den notwendigen geschichtlichen Erläuterungen. Breslau 1920, OCLC 257867832.
- Die Eigenmessen der Diözese Breslau. Breslau 1927, OCLC 252996029.
- Die Epistel-Lesungen der Fastenzeit und der Quatembertage. Ergänzung zum Perikopenbuch. Breslau 1930, OCLC 720988206.